# Savolles
Savolles ist eine französische Gemeinde mit 146 Einwohnern (Stand 1. Januar 2022) im Département Côte-d’Or in der Region Bourgogne-Franche-Comté. Sie gehört zum Arrondissement Dijon und zum Kanton Saint-Apollinaire. Die Einwohner der Gemeinde werden Savolliennes genannt.
Umgeben wird Savolles von der Gemeinde Tanay im Norden, von Cuiserey im Osten, von Belleneuve im Süden und von Magny-Saint-Médard im Westen.

## Bevölkerungsentwicklung
| Jahr                       | 1962 | 1968 | 1975 | 1982 | 1990 | 1999 | 2008 | 2012 | 2019 |
| Einwohner                  | 28   | 29   | 34   | 42   | 98   | 128  | 164  | 149  | 163  |
| Quellen: Cassini und INSEE |      |      |      |      |      |      |      |      |      |